# Pasza (rolnictwo)

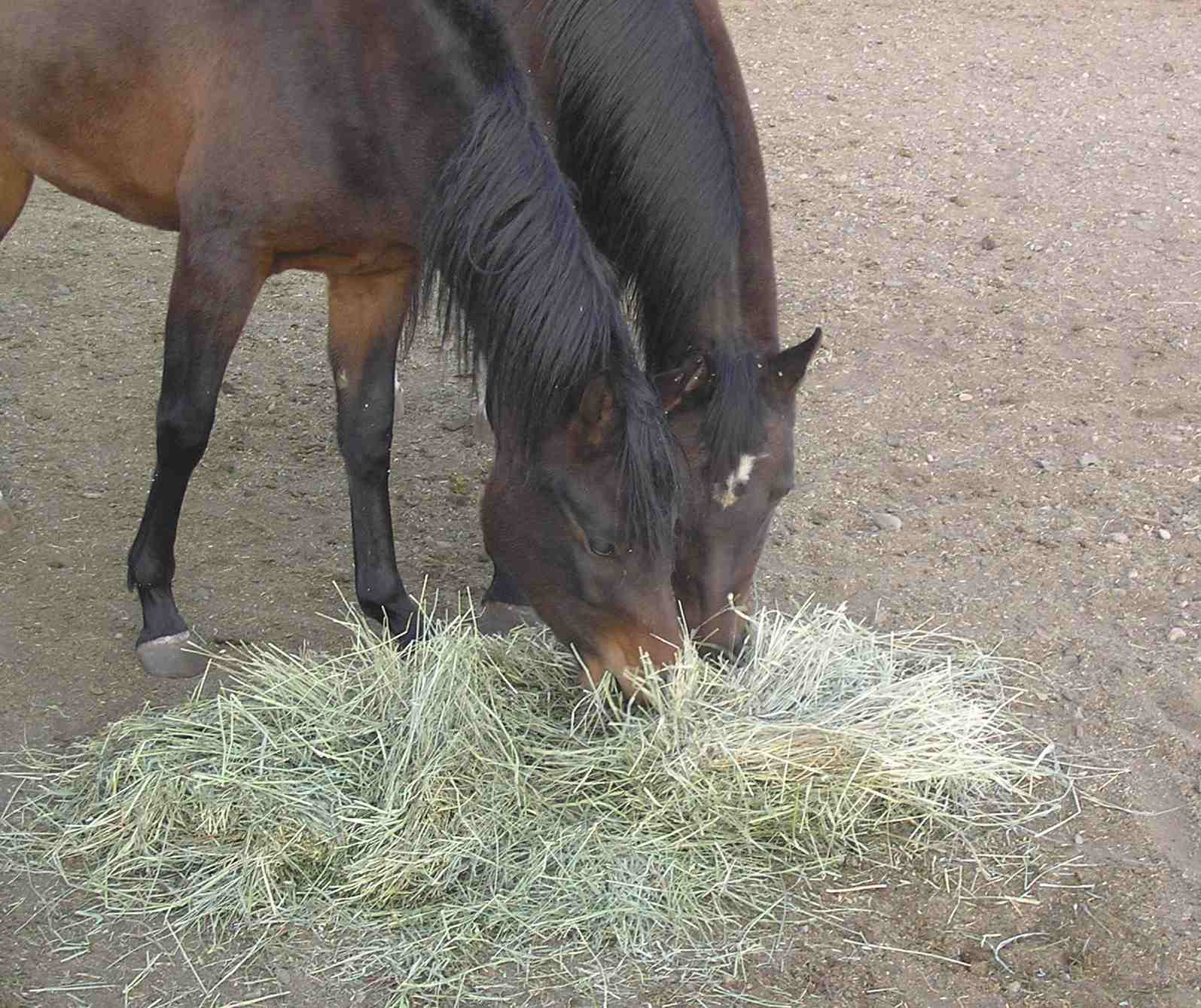
Konie jedzące paszę

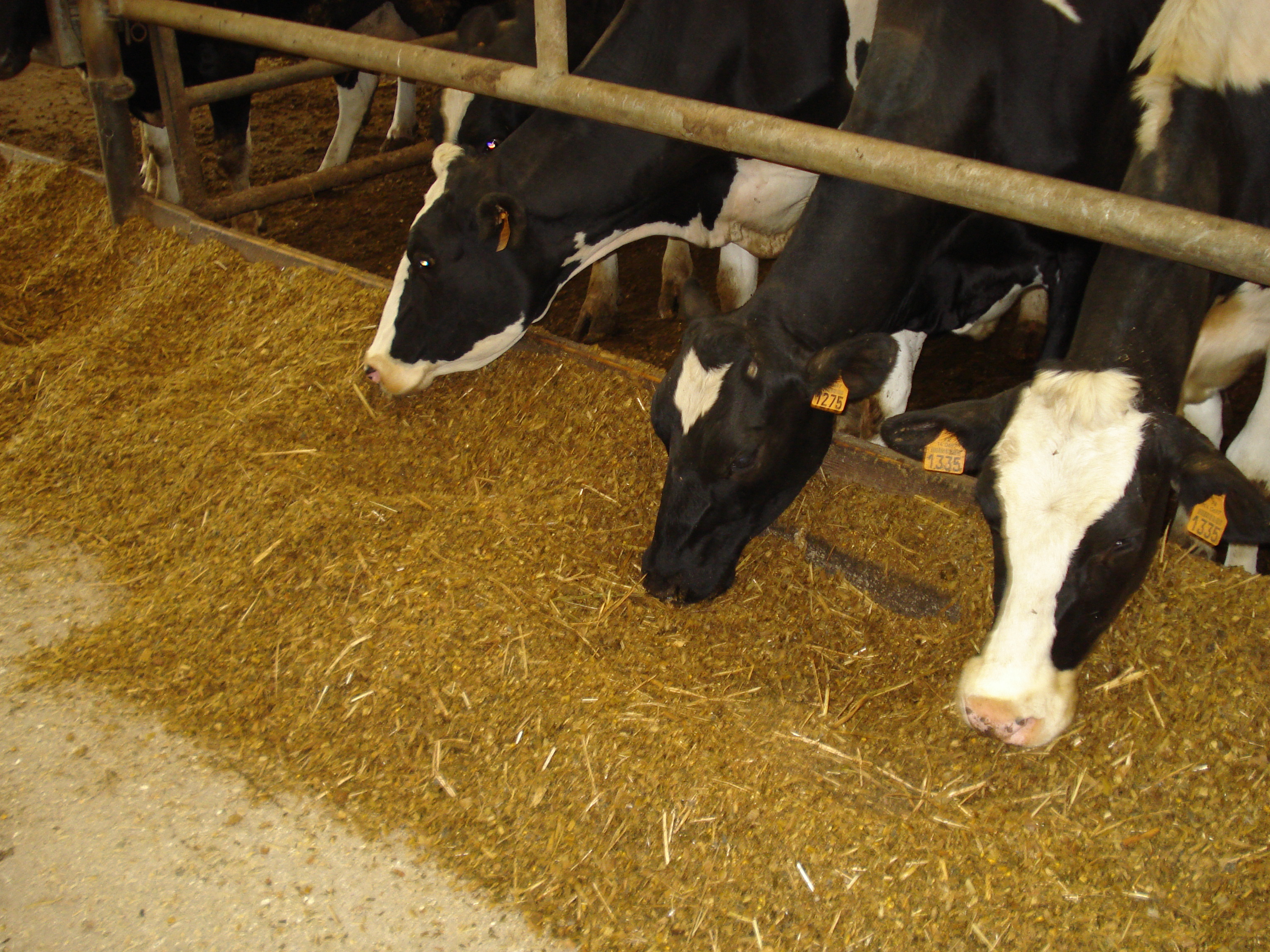
Krowy jedzące paszę

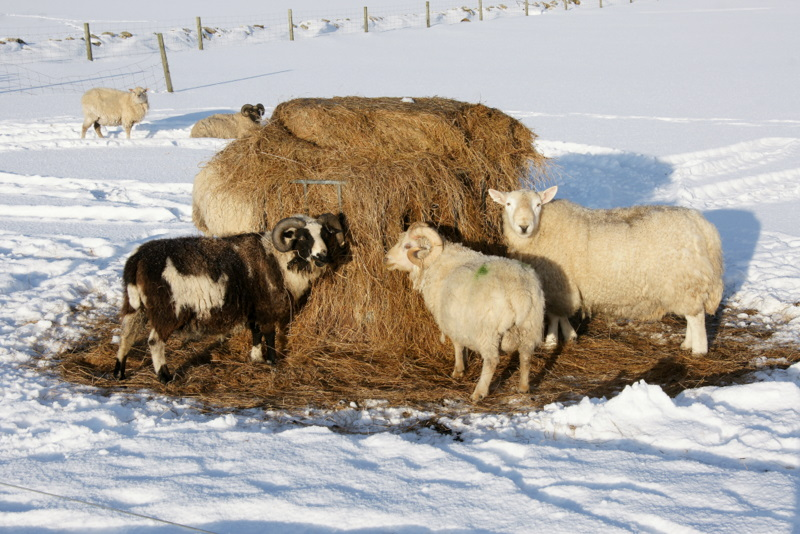
Barany i owca jedzące paszę

Pasza, karma – produkty pochodzenia roślinnego (rośliny paszowe), zwierzęcego oraz mineralnego, a także substancje otrzymywane w wyniku przemian chemicznych (mocznik) lub biologicznych (drożdże paszowe) bogate w składniki pokarmowe, będące pożywieniem dla zwierząt hodowlanych.

## Kryteria podziału pasz
zawartość suchej masy
- objętościowe
  - suche (np. siano, słoma, plewy, zgoniny, mączki z roślin zielonych)
  - soczyste (np. trawa pastwiskowa, zielonka)
- płynne (np. mleko, melasa)

zawartość białka
- niskobiałkowe (<100g)
- średnio-białkowe (do 150 g)
- wysokobiałkowe (>150g), np. nasiona roślin strączkowych, śruty poekstrakcyjne, makuchy

pochodzenie
- roślinne
- zwierzęce (np. mączki rybne)
- mineralne (np. sól, kreda)
- syntetyczne (np. aminokwasy, fosforany, mocznik)

miejsce produkcji
- przemysł paszowy (np. mieszanki paszowe)
- gospodarstwo rolne (np. kiszonki, ziarno zbóż, plewy, zielonka)
- zakłady przetwórstwa płodów rolnych (np. melasa, młóto browarniane, śruta rzepakowe poekstrakcyjna, makuchy)

wartość kaloryczna
- niskokaloryczne (<3kcal/g)
- średnio kaloryczne (3-5 kcal/g)
- wysokokaloryczne- pasze treściwe (>5kcal/g)

węglowodanowenp. okopowe, kukurydza, zboża
witaminowenp. kiełki słodowe, drożdże, marchew, zielonka, susze
dietetycznenp. marchew, siemię lniane, kiełki słodowe
tuczącenp. ziemniaki, ziarno zbóż
mlekopędnenp. buraki cukrowe i pastewne, otręby pszenne, młóto, wywar gorzelniany
zmiękczające tkankę tłuszczowąkukurydza, owies, makuchy rzepakowe i lniane, mączki zwierzęce
utwardzające tkankę tłuszczową
Wyróżnia się:
- Pasze objętościowe:
  1. objętościowe suche: np. siano, słoma
  2. objętościowe soczyste: trawa pastwiskowa, zielonka
  3. kiszonki: z traw, z roślin motylkowatych, z roślin podsuszonych (sianokiszonka), z kukurydzy. Stosowane w żywieniu przeżuwaczy zawierają poniżej 4,1 MJ energii netto [EN]
- Pasze treściwe (mieszanki paszowe)